# Bảo Đại

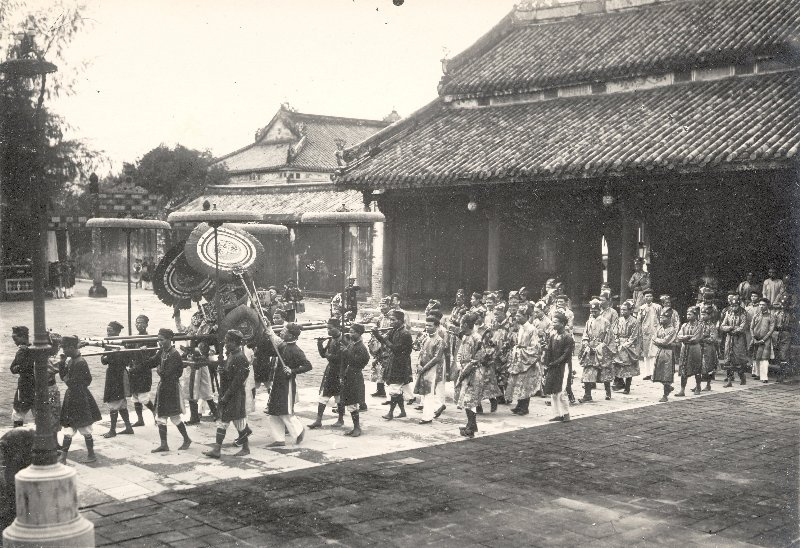
Séquito del emperador Bảo Đại el día de su coronación.

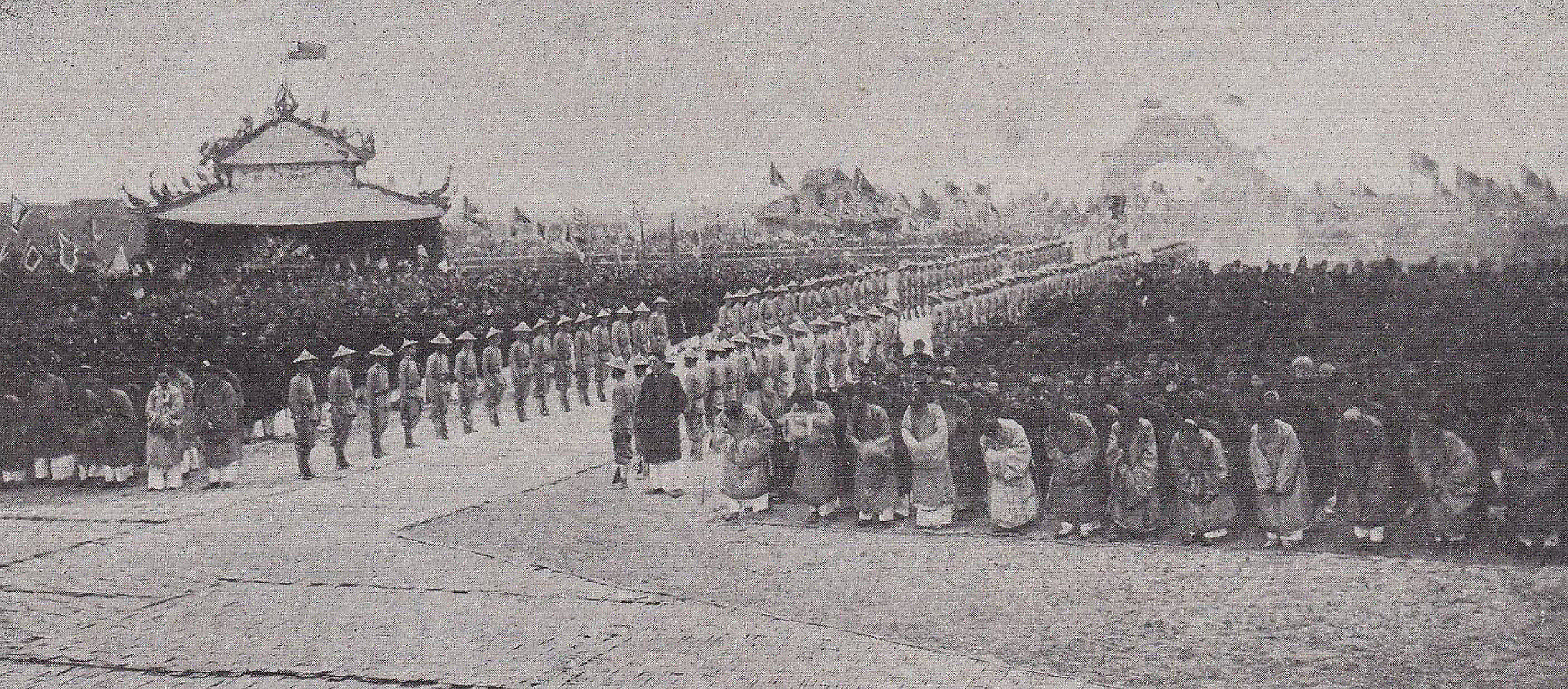
Sa Majesté Bao-Daï fit le pèlerinage aux Tombeaux des ancêtres de la Dynastie à Thanh-Hóa, 1932.

Bảo Đại (保大) (22 de octubre de 1913 - 30 de julio de 1997) fue el último emperador de Vietnam, el decimotercero y último de la dinastía Nguyễn.
En 1925 se convirtió en emperador títere del Imperio de Vietnam, un estado títere establecido por los franceses en su colonia de la Indochina francesa. Durante la Segunda Guerra Mundial, el Régimen de Vichy, sometido a la Alemania Nazi, permitió la ocupación de la Indochina por el Imperio japonés, aliado de Alemania. Después de la rendición de Japón, Bảo Đại se vio superado por los acontecimientos y debió abdicar, partiendo al exilio. Las autoridades coloniales francesas lo recuperaron en 1949 y le nombraron jefe de Estado del Vietnam Unido, pero, tras la derrota de estas en la batalla de Điện Biên Phủ, volvió a verse abandonado y partió nuevamente al exilio.

## Biografía

### Primeros años
Nació como príncipe Nguyễn Phúc Vĩnh Thụy en Huễ, entonces la capital del imperio de Vietnam. Su padre era el emperador Khai Dinh. Después de ser educado en Francia, fue nombrado emperador tras la muerte de su padre, acaecida en 1925, y adoptó el nombre de Bảo Đại (aunque también es conocido como Nguyen-Phuoc Thien o Vinh Thuy). Su mandato estuvo sujeto al control por parte de Francia —en ese momento Vietnam era parte de la Indochina francesa—.
El 20 de marzo de 1934, en la ciudad imperial de Hué, Bảo Đại se casó con Jeanne Marie-Thérèse (Mariette) Nguyen Huu-Hao Thi Lan (1914-1963), que fue renombrada como Hoang Hau Nam Phương. Bảo Đại se convirtió al catolicismo después de su boda con Jeanne. Tuvo con ella cinco hijos.
Bảo Đại tuvo otras cuatro esposas, tres de ellas durante su matrimonio con Nam Phương. Y tuvo tres hijos más.

### Colaboracionismo
En 1940 (durante la Segunda Guerra Mundial), coincidiendo con la invasión alemana de Francia, los japoneses ocuparon Indochina. A pesar de que no expulsaron a los franceses, los japoneses controlaron la política paralelamente.
Prometieron no interferir en la corte de Hué, pero en 1945 forzaron a Bảo Đại a declarar la independencia de Vietnam. Fueron derrotados por los Aliados en agosto de 1945, y los comunistas del Viet Minh, a las órdenes de Hồ Chí Minh, trataron de tomar el poder. A causa de las relaciones con los japoneses, Ho persuadió a Bảo Đại para que finalmente abdicara el 25 de agosto de 1945, y Bảo Đại fue nombrado "consejero supremo" en el nuevo gobierno de Hanói.
La situación del país se tornó extremadamente violenta; facciones vietnamitas luchaban entre sí y contra los franceses. Bảo Đại abandonó el país después de un año en el cargo de consejero, para vivir en Hong Kong y China. Los enfrentamientos entre franceses y vietnamitas continuaron hasta 1954, cuando el Viet Minh consiguió la victoria en la batalla de Điện Biên Phủ.
Los Estados Unidos, preocupados por el comunismo de Hồ Chí Minh, se opusieron a la idea de una Vietnam gobernada por Ho. En 1950 Francia formó un gobierno vietnamita rival bajo el mandato de Bảo Đại en Saigón.
El tratado de paz entre Francia y el Viet Minh de 1954, conocido como la Conferencia de Ginebra, dividió el país en Norte y Sur. Bảo Đại permaneció como jefe de Estado de Vietnam del Sur, con el religioso Ngô Dình Diem como primer ministro.
Sin embargo, en 1955 Diem realizó un referéndum para expulsar a Bảo Đại del poder, proclamar la república y tomar el control del sur; contó para ello con el apoyo de los EE. UU. El miembro de la CIA, Edward Lansdale fue el encargado de colaborar con él. El referéndum es considerado fraudulento y dio como resultado un sospechoso 98 % a favor de Diem. Bảo Đại abdicó una vez más y partió al exilio en París, donde murió en 1997.

## Citas
Prefiero ser un ciudadano de un país libre antes que emperador de uno esclavizado.

## Distinciones honoríficas

### Distinciones honoríficas vietnamitas
- Soberano Gran Maestre de la Orden del Dragón de Annam.
- Soberano Gran Maestre de la Orden Nacional de Vietnam.

### Distinciones honoríficas extranjeras
- Caballero Gran Cruz de la Orden de la Legión de Honor (República Francesa, 10 de septiembre de 1932).
- Caballero de Primera Clase de la Estimadísima Real Orden Familiar de Johor [DKI] (Sultanato de Johor, 21 de marzo de 1933).
- Caballero Gran Cruz de la Orden de la Corona (Reino de Bélgica, 1935).
- Caballero de la Ilustrísima Orden de la Casa Real de Chakri (Reino de Tailandia, 1939).
- Caballero Gran Cruz con Collar de la Orden del Millón de Elefantes y del Parasol Blanco (Reino de Laos).
- Caballero Gran Cruz de la Real Orden de Camboya (Reino de Camboya).
- Caballero Gran Cruz de la Orden de Ouissam Alaouite (Reino de Marruecos).

## Ancestros
|  |                                         |  |  |  |  |  |  |  |  |  |  |  |  |  |  |  |
|  | 16. Thiệu Trị                           |  |  |  |  |  |  |  |  |  |  |  |  |  |  |  |
|  |                                         |  |  |  |  |  |  |  |  |  |  |  |  |  |  |  |
|  |                                         |  |  |  |  |  |  |  |  |  |  |  |  |  |  |  |
|  | 8. Hồng Cai, Duque de Kiến              |  |  |  |  |  |  |  |  |  |  |  |  |  |  |  |
|  |                                         |  |  |  |  |  |  |  |  |  |  |  |  |  |  |  |
|  |                                         |  |  |  |  |  |  |  |  |  |  |  |  |  |  |  |
|  | 4. Đồng Khánh                           |  |  |  |  |  |  |  |  |  |  |  |  |  |  |  |
|  |                                         |  |  |  |  |  |  |  |  |  |  |  |  |  |  |  |
|  |                                         |  |  |  |  |  |  |  |  |  |  |  |  |  |  |  |
|  | 9. Búi Thị Thạnh                        |  |  |  |  |  |  |  |  |  |  |  |  |  |  |  |
|  |                                         |  |  |  |  |  |  |  |  |  |  |  |  |  |  |  |
|  |                                         |  |  |  |  |  |  |  |  |  |  |  |  |  |  |  |
|  | 2. Khải Định                            |  |  |  |  |  |  |  |  |  |  |  |  |  |  |  |
|  |                                         |  |  |  |  |  |  |  |  |  |  |  |  |  |  |  |
|  |                                         |  |  |  |  |  |  |  |  |  |  |  |  |  |  |  |
|  | 10. Dương Quang Hường, Duque de Phú Lộc |  |  |  |  |  |  |  |  |  |  |  |  |  |  |  |
|  |                                         |  |  |  |  |  |  |  |  |  |  |  |  |  |  |  |
|  |                                         |  |  |  |  |  |  |  |  |  |  |  |  |  |  |  |
|  | 5. Hựu Thiên Thuần                      |  |  |  |  |  |  |  |  |  |  |  |  |  |  |  |
|  |                                         |  |  |  |  |  |  |  |  |  |  |  |  |  |  |  |
|  |                                         |  |  |  |  |  |  |  |  |  |  |  |  |  |  |  |
|  | 1. Bảo Đại                              |  |  |  |  |  |  |  |  |  |  |  |  |  |  |  |
|  |                                         |  |  |  |  |  |  |  |  |  |  |  |  |  |  |  |
|  |                                         |  |  |  |  |  |  |  |  |  |  |  |  |  |  |  |
|  | 6. Hoàng Văn Tích, Duque de Nghi        |  |  |  |  |  |  |  |  |  |  |  |  |  |  |  |
|  |                                         |  |  |  |  |  |  |  |  |  |  |  |  |  |  |  |
|  |                                         |  |  |  |  |  |  |  |  |  |  |  |  |  |  |  |
|  | 3. Hoàng Thị Cúc                        |  |  |  |  |  |  |  |  |  |  |  |  |  |  |  |
|  |                                         |  |  |  |  |  |  |  |  |  |  |  |  |  |  |  |
|  |                                         |  |  |  |  |  |  |  |  |  |  |  |  |  |  |  |